# Ordosipterus
Ordosipterus — рід птерозаврів з родини Dsungaripteridae, що існував у ранній крейді. Рештки нижньої щелепи знайдені на території КНР.
Описано один вид — Ordosipterus pulanignathus. Родова назва від назви Ордос, регіону, де знайдено рештки; грецького pterus, «крило», типове закінчення для таксонів птерозаврів. Видова назва від латинського Plani-, «плоский», і грецького gnathus, «щелепа», що посилаєтся на плоску нижню щелепу цього птерозавра.